# Symphonaire Infernus Et Spera Empyrium
Symphonaire Infernus Et Spera Empyrium — мини-альбом группы My Dying Bride, выпущенный в 1991 году лейблом Peaceville Records.

## Об альбоме
Помимо CD версии релиза он был реализован в формате аудиокассеты и двенадцатидюймовой виниловой грампластинки. Последняя включала в себя единственную композицию «Symphonaire Infernus et Spera Empyrium», состоящую из двух частей («Act I» — сторона А и «Act II» — сторона В). Некоторые критики называли этот EP «дэтовой симфонией».
Входящие на релиз композиции ранее выпускались группой на Towards the Sinister (композиция «Symphonaire Infernus et Spera Empyrium») и God is Alone (композиции «God is Alone» и «De Sade Soliloquay»). В отличие от версии композиции «Symphonaire Infernus et Spera Empyrium» на первой демозаписи в версии данного релиза в начале этой композиции присутствует проигрыш на скрипке.

## Список композиций
1. «Symphonaire Infernus et Spera Empyrium» — 11:38
2. «God is Alone» — 04:51
3. «De Sade Soliloquay» — 03:45

## Участники записи
- Aaron Stainthorpe — вокал
- Andy Craighan — гитара
- Calvin Robertshaw — гитара
- Ade Jackson — бас
- Rick Miah — ударные